# Бжег-Дольны
Бжег-Дольны (пол. Brzeg Dolny, нем. Dyhernfurth, Дюрнфурт) — город в Польше, входит в Нижнесилезское воеводство, Волувский повят. Имеет статус городско-сельской гмины. Занимает площадь 17,2 км². Население — 12 891 человек (на 2004 год).

## Галерея
- Рыночная площадь
- Старый дом
- Костёл Божьей Матери
- Часовня Св. Ядвиги
- Кладбище
- Старинное здание
- Дворец
- Здание замкового ансамбля
- Фасад главного здания